# Edoardo del Palatinato-Simmern
Edoardo, Conte Palatino di Simmern (L'Aia, 5 ottobre 1625 – Parigi, 13 marzo 1663), era il sesto figlio maschio di Federico V Elettore Palatino del Casato di Wittelsbach, re d'Inverno di Boemia, e di Elisabetta Stuart.

## Biografia
Edoardo nacque all'Aia, dove i suoi genitori erano in esilio dopo che il padre Federico V del Palatinato era stato sconfitto nella battaglia della Montagna Bianca. Federico V era calvinista e morì il 29 novembre 1632, quando Edoardo aveva 6 anni.
Il 24 aprile 1645, Edoardo sposò Anna Gonzaga (1616–1684), figlia di Carlo I, duca di Mantova, e di Caterina di Lorena. Sotto la sua influenza, egli si convertì al cattolicesimo, nonostante le minacce di sua madre di rinnegare ognuno dei suoi figli che fosse diventato cattolico.
Edoardo morì a Parigi nel 1663.
Quarant'anni dopo la morte di Edoardo, la sorella minore Sofia del Palatinato, comunemente indicata come Sofia di Hannover dopo il suo matrimonio, venne dichiarata erede dalla loro prima cugina di secondo grado, Anna di Gran Bretagna. Sarebbe succeduta sul trono britannico se non fosse premorta ad Anna di qualche settimana. In seguito alla scomparsa di Sofia, suo figlio Giorgio Luigi, Elettore di Hannover e duca di Brunswick-Lüneburg, diventò erede. Alla morte di Anna, egli diventò Giorgio I, il primo dei re della dinastia Hannover.
Se Edoardo non si fosse convertito al cattolicesimo, probabilmente il trono inglese sarebbe passato ai suoi discendenti.

## Discendenza
Edoardo ed Anna ebbero tre figlie:
- Luisa Maria (23 luglio 1647 – 11 marzo 1679), sposò Carlo Teodoro, principe di Salm;
- Anna Enrichetta, principessa di Condé (23 luglio 1648 – 23 febbraio 1723), sposò Enrico Giulio, principe di Condé;
- Benedetta Enrichetta (14 marzo 1652 – 12 agosto 1730), sposò Giovanni Federico, duca di Brunswick-Lüneburg.

## Ascendenza
|                               |                             |                                 | Genitori                          |  |  | Nonni |  |  | Bisnonni                   |  |  | Trisnonni                   |  |
|                               |                             |                                 |                                   |  |  |       |  |  | Ludovico VI del Palatinato |  |  | Federico III del Palatinato |  |
|                               |                             |                                 |                                   |  |  |       |  |  | Ludovico VI del Palatinato |  |  | Federico III del Palatinato |  |
|                               |                             | Maria di Brandeburgo-Kulmbach   |                                   |  |  |       |  |  | Ludovico VI del Palatinato |  |  |                             |  |
| Federico IV Elettore Palatino |                             |                                 |                                   |  |  |       |  |  | Ludovico VI del Palatinato |  |  |                             |  |
|                               |                             | Elisabetta d'Assia              | Filippo I d'Assia                 |  |  |       |  |  |                            |  |  |                             |  |
|                               |                             | Elisabetta d'Assia              | Filippo I d'Assia                 |  |  |       |  |  |                            |  |  |                             |  |
|                               |                             | Elisabetta d'Assia              | Cristina di Sassonia              |  |  |       |  |  |                            |  |  |                             |  |
| Federico V Elettore Palatino  |                             | Elisabetta d'Assia              |                                   |  |  |       |  |  |                            |  |  |                             |  |
|                               |                             | Guglielmo I d'Orange            | Guglielmo I di Nassau-Dillenburg  |  |  |       |  |  |                            |  |  |                             |  |
|                               |                             | Guglielmo I d'Orange            | Guglielmo I di Nassau-Dillenburg  |  |  |       |  |  |                            |  |  |                             |  |
|                               |                             | Guglielmo I d'Orange            | Giuliana di Stolberg-Wernigerode  |  |  |       |  |  |                            |  |  |                             |  |
| Luisa Giuliana di Nassau      |                             | Guglielmo I d'Orange            |                                   |  |  |       |  |  |                            |  |  |                             |  |
|                               |                             | Carlotta di Borbone-Montpensier | Luigi III di Montpensier          |  |  |       |  |  |                            |  |  |                             |  |
|                               |                             | Carlotta di Borbone-Montpensier | Luigi III di Montpensier          |  |  |       |  |  |                            |  |  |                             |  |
|                               |                             | Carlotta di Borbone-Montpensier | Jacqueline de Longwy              |  |  |       |  |  |                            |  |  |                             |  |
| Edoardo del Palatinato        |                             | Carlotta di Borbone-Montpensier |                                   |  |  |       |  |  |                            |  |  |                             |  |
|                               | Enrico Stuart, Lord Darnley | Matthew Stuart                  |                                   |  |  |       |  |  |                            |  |  |                             |  |
|                               | Enrico Stuart, Lord Darnley | Matthew Stuart                  |                                   |  |  |       |  |  |                            |  |  |                             |  |
|                               | Enrico Stuart, Lord Darnley | Margaret Douglas                |                                   |  |  |       |  |  |                            |  |  |                             |  |
| Giacomo I d'Inghilterra       | Enrico Stuart, Lord Darnley |                                 |                                   |  |  |       |  |  |                            |  |  |                             |  |
|                               |                             | Maria Stuart, regina di Scozia  | Giacomo V di Scozia               |  |  |       |  |  |                            |  |  |                             |  |
|                               |                             | Maria Stuart, regina di Scozia  | Giacomo V di Scozia               |  |  |       |  |  |                            |  |  |                             |  |
|                               |                             | Maria Stuart, regina di Scozia  | Maria di Guisa                    |  |  |       |  |  |                            |  |  |                             |  |
| Elisabetta Stuart             |                             | Maria Stuart, regina di Scozia  |                                   |  |  |       |  |  |                            |  |  |                             |  |
|                               |                             | Federico II di Danimarca        | Cristiano III di Danimarca        |  |  |       |  |  |                            |  |  |                             |  |
|                               |                             | Federico II di Danimarca        | Cristiano III di Danimarca        |  |  |       |  |  |                            |  |  |                             |  |
|                               |                             | Federico II di Danimarca        | Dorotea di Sassonia-Lauenburg     |  |  |       |  |  |                            |  |  |                             |  |
| Anna di Danimarca             |                             | Federico II di Danimarca        |                                   |  |  |       |  |  |                            |  |  |                             |  |
|                               |                             | Sofia di Meclemburgo-Güstrow    | Ulrico III di Meclemburgo-Güstrow |  |  |       |  |  |                            |  |  |                             |  |
|                               |                             | Sofia di Meclemburgo-Güstrow    | Ulrico III di Meclemburgo-Güstrow |  |  |       |  |  |                            |  |  |                             |  |
|                               |                             | Sofia di Meclemburgo-Güstrow    | Elisabetta di Danimarca           |  |  |       |  |  |                            |  |  |                             |  |
|                               |                             | Sofia di Meclemburgo-Güstrow    |                                   |  |  |       |  |  |                            |  |  |                             |  |

Per via materna, fu parente non solo degli Stuart d'Inghilterra, ma anche dei Tudor; la bisnonna materna, Maria Stuart, era una pronipote di re Enrico VIII d'Inghilterra, proprio da Maria Stuart era discendente di Margherita Tudor figlia di Enrico VII e sorella di Enrico VIII